# 호베드선
호베드선(노르웨이어: Hovedbanen)은 오슬로와 에이스볼을 잇는 노르웨이의 철도 노선이다.

## 역사
로버트 스티븐슨이 건설하였고, 1854년 9월 1일에 개업한 노르웨이 최초의 철도 노선이다. 1927년과 1953년 두 부분으로 나누어서 전철화되었다. 1998년 10월 8일 더 직선이고 복선인 가르데르모 선이 개업하기 전까지는 화물과 여객 둘 다를 담당했으며, 지금은 화물 영업의 비중이 더 높아졌다.
현재의 호베드 선은 화물 영업 및 오슬로, 뢰렌스코그, 스케스모에 있는 역을 지나는 통근 열차 노선으로 사용된다. 로메리크 터널에는 중량 제한이 있기 때문에 사람을 많이 태우거나 무거운 화물 열차는 호베드 선을 경유한다.

## 사진

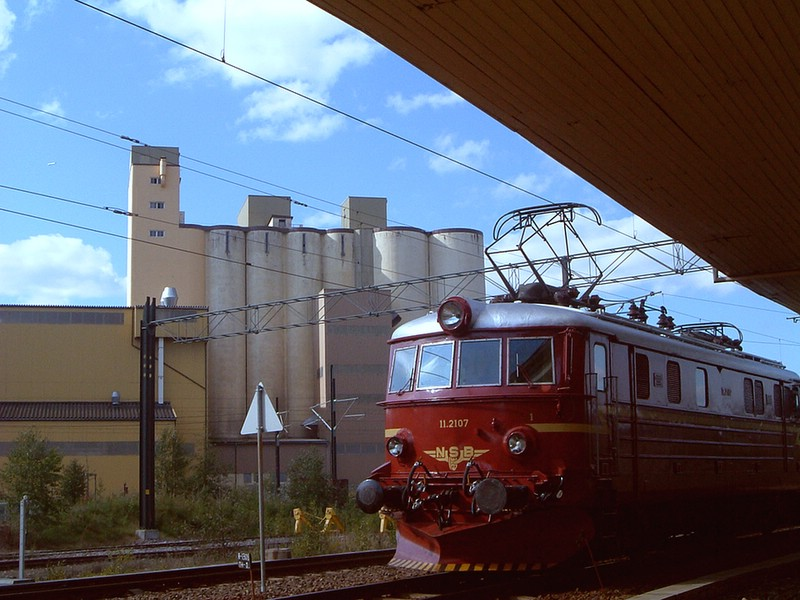
에이스볼 역
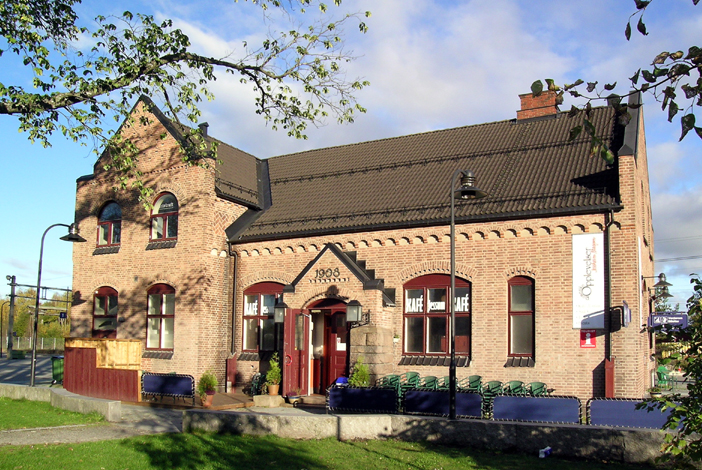
예스헤임 역
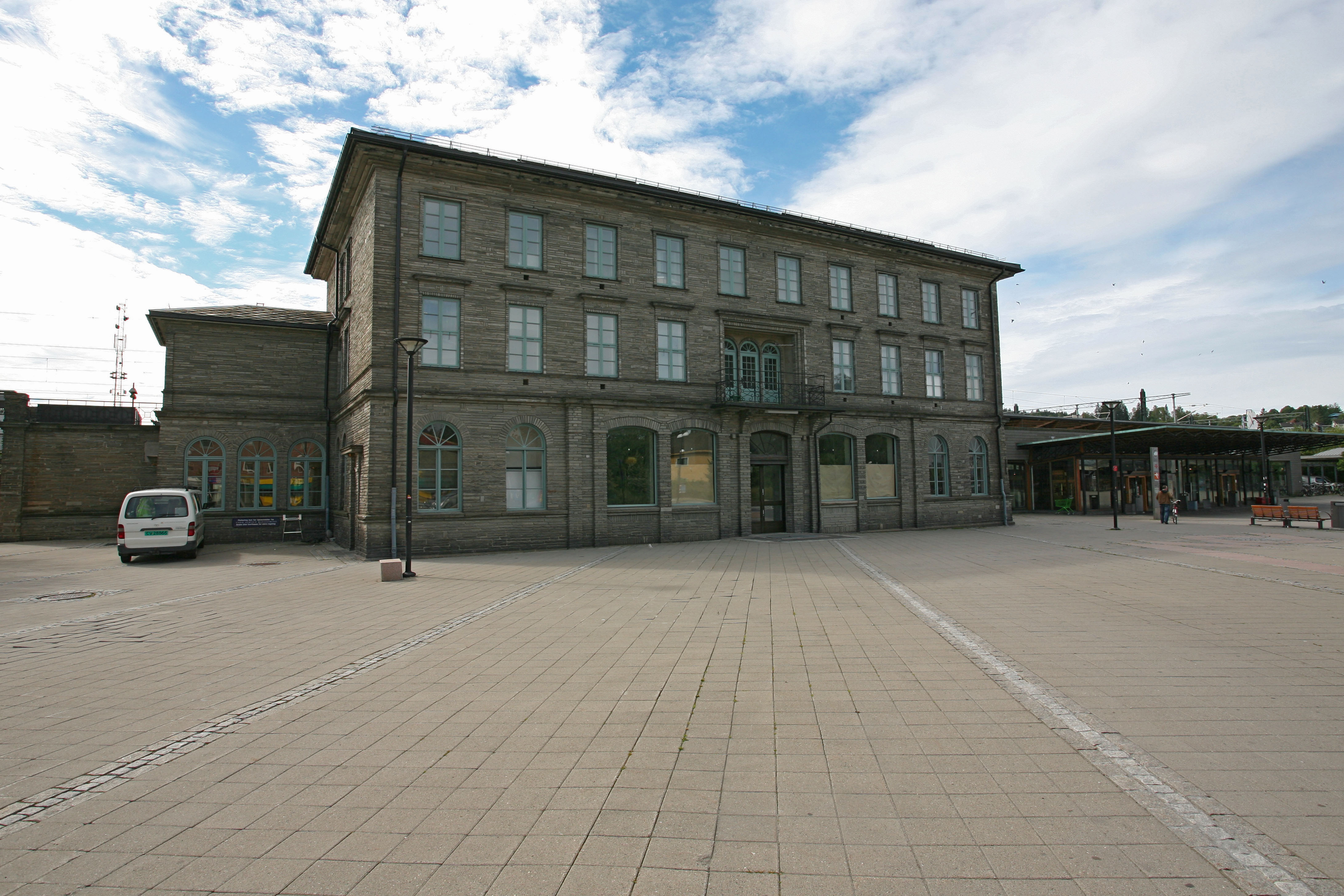
릴레스트룀 역
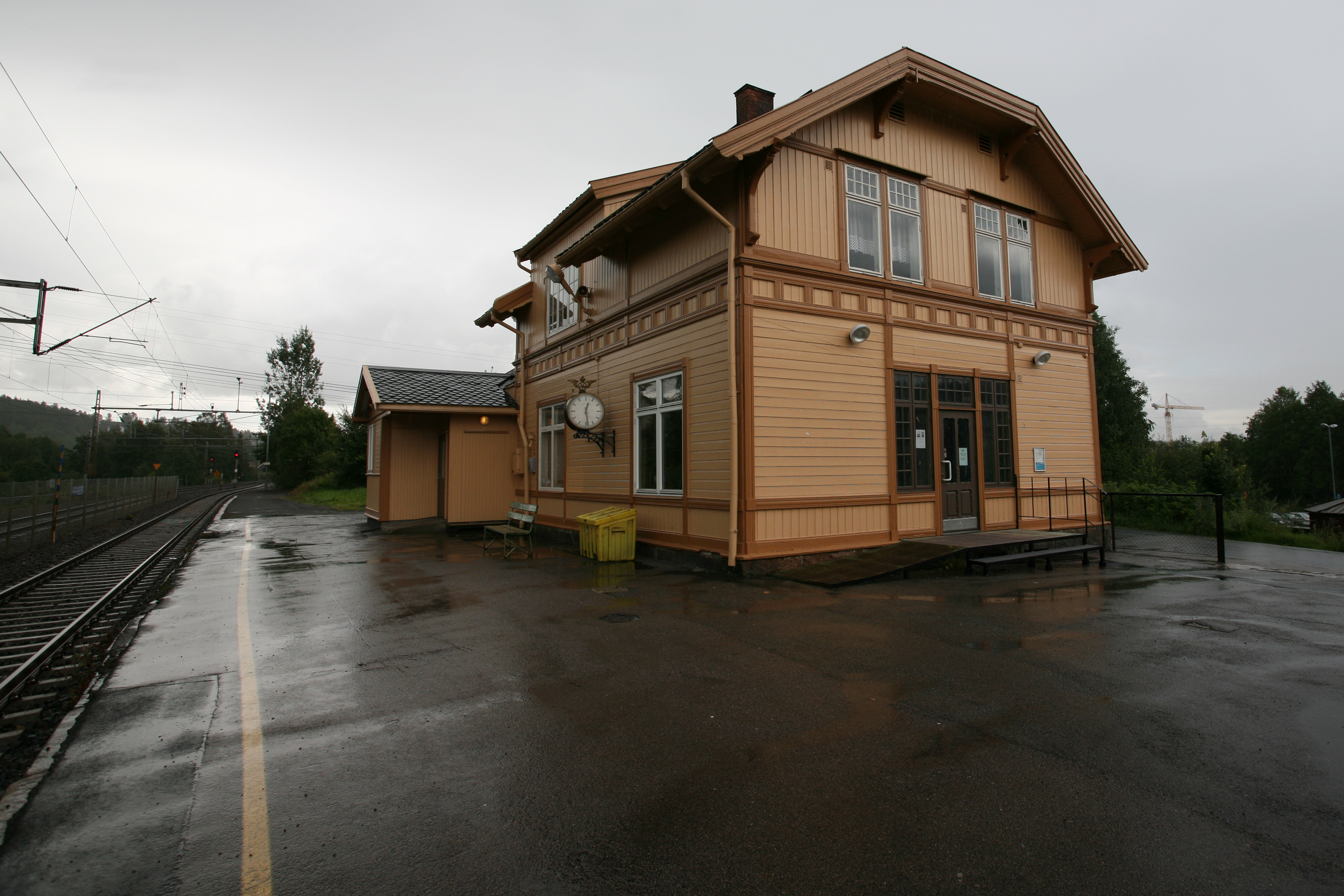
뢰렌스코그 역
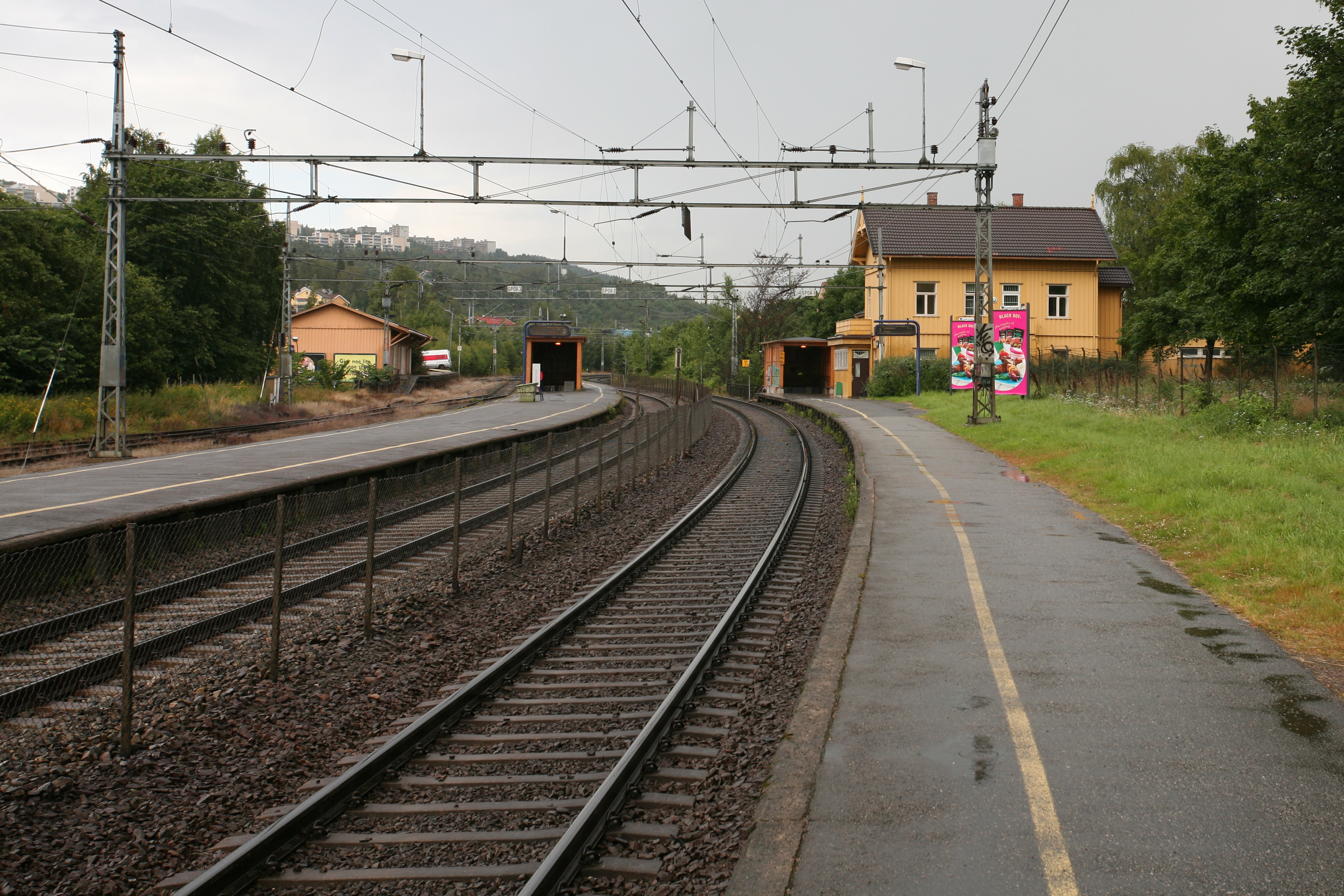
그로루드 역
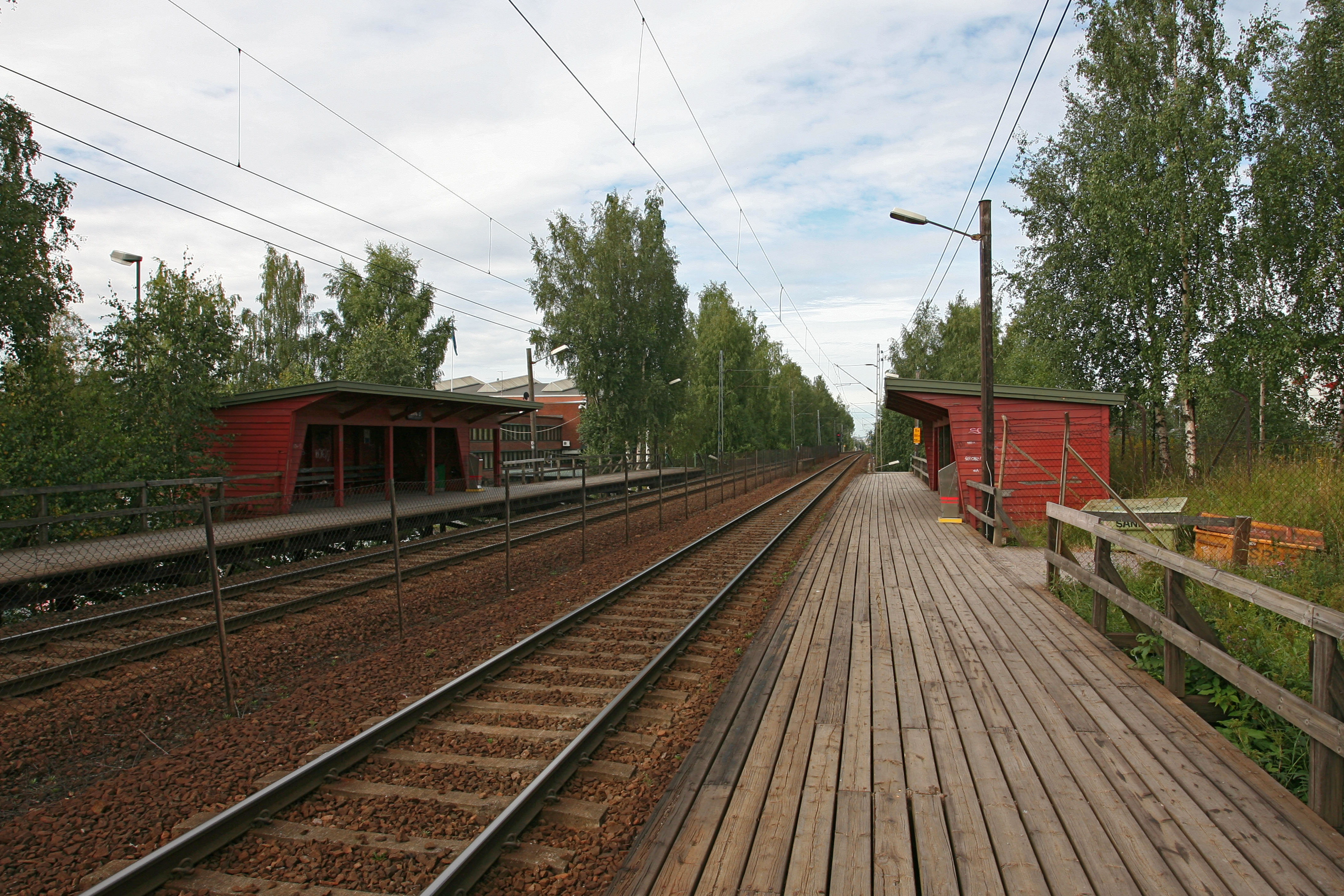
뉠란 역
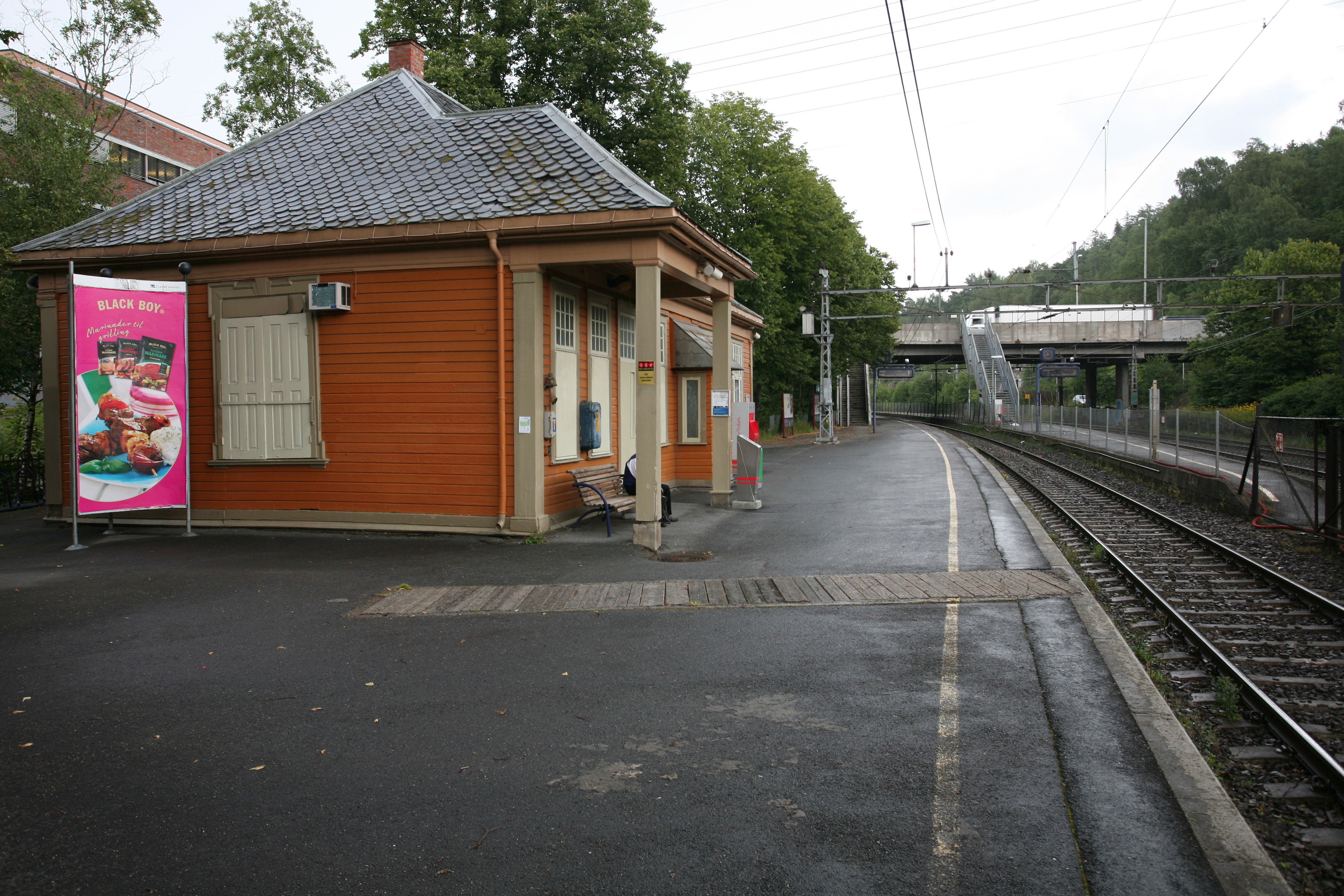
브륀 역
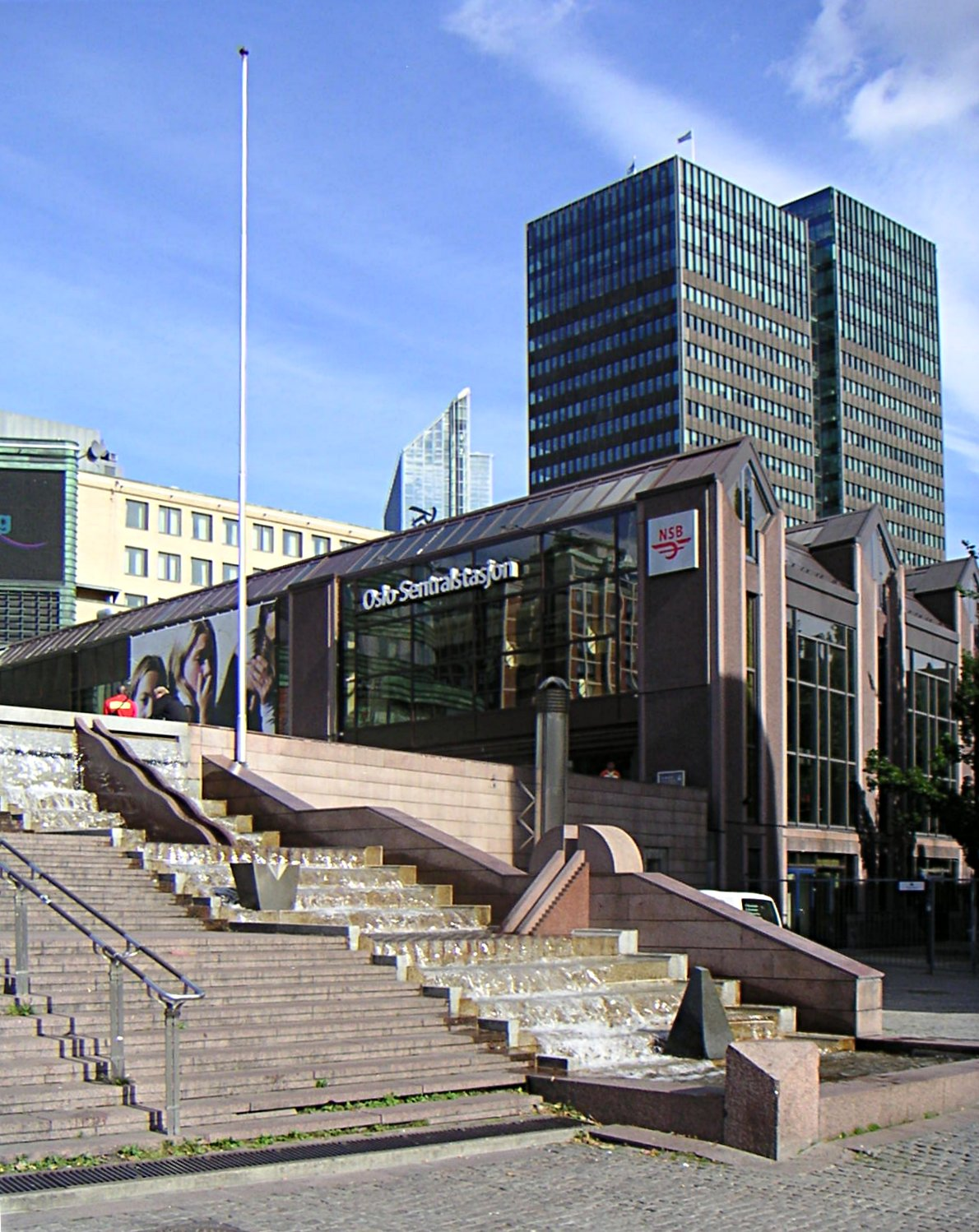
오슬로 센트랄 역